# روشنیدگی (معنویت)
روشنیدگی یا اشراق «درک کامل یک موقعیت» است. این اصطلاح، در زمینه مذاهب و برای ترجمه‌ی اصطلاحات و مفاهیم هندویی و بودایی چون بودی،  کنشو و ساتوری استفاده می‌شود. برخی اصطلاحات مرتبط با اشراق در مذاهب آسیایی موکشا در آیین هندو و کوالا جانانا در آیین جَین می‌باشند.

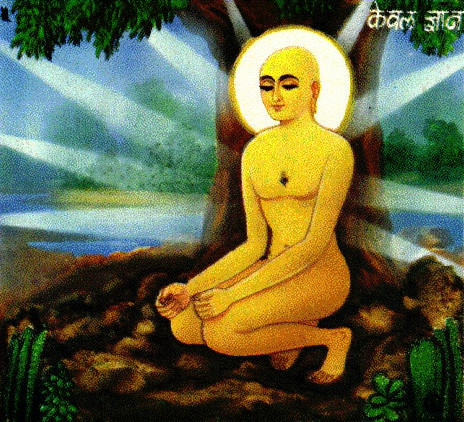
مَهاویرا در حال دستیابی به روشنیدگی

## در فرهنگ‌ها و آیین‌های شرقی

### بودا
اصطلاح غربی‌ی روشنیدگی ترجمه غربی اسم انتزاعی بودی، دانش یا خرد، یا عقل بیدار یک بودا است. ریشه کلامی بود- به معنای «بیدار کردن» است و معنای لیترال آن به «بیدار کردن» نزدیکتر است. اگرچه بیشترین کاربرد آن در بودیسم است، اما اصطلاح بودی در دیگر فلسفه‌ها و سنت‌های هند نیز به کار رفته‌است. اصطلاح «روشنگری» از طریق ترجمه‌های ماکس مولر در قرن نوزدهم در جهان غربی رواج یافت. این مفهوم غربی یک بینش ناگهانی نسبت به یک حقیقت یا واقعیت استعلایی دارد.

### هندوئیسم
در ادیان هند موکشا (سانسکریت: मोक्ष mokṣa؛ رهایی) یا موکتی (سانسکریت: मुक्ति؛ رهاسازی - هر دو از ریشه muc "برای شل کردن، رها کردن") آخرین اخراج روح یا شعور (پوروشا) از سامسارا و پایان دادن به تمام رنجهایی است که در معرض چرخه مرگ مکرر است و تولد دوباره (زندگی‌های متوالی).

#### آدویتا ودانتا
آدوایتا ودانتا (به سانسکریت: अद्वैत[ɐdʋaitɐ ʋe:da:ntɐ]) مفهوم فلسفی است که در آن پیروان به دنبال آزادی/رهایی با شناخت هویت خود (آتمن) و مجموع (برهمن) از طریق آماده‌سازی و آموزش طولانی، معمولاً تحت هدایت یک گورو، است که شامل تلاشهایی مانند کسب دانش کتاب مقدس، انصراف از فعالیتهای دنیوی و تحریک تجارب مستقیم هویت است. آدوایتا ودانتا که پیش از سال ۷۸۸ میلادی در هندوستان سرچشمه می‌گرفت، به‌طور گسترده‌ای تحت تأثیرترین و غالب‌ترین زیر مدرسه ود ونتا (به معنای واقعی کلمه، پایان یا هدف وداها، سانسکریت) مکتب هندو است. فلسفه دیگر عمده زیر مدارس ودانتا هستند ویشیشتادوایتا و دوایتا؛ در حالی که موارد جزئی شامل سوددوایتا، دویتادوایتا و آچینتیا بهابابده است.

#### نظام فلسفی
شانکارا آثار فیلسوفان پیشین را نظام مند می‌کند. سیستم ویدانتا روش تفسیر دانشمندان دربارهٔ متافیزیک پذیرفته شده اوپانیشادها را معرفی کرد. این سبک توسط همه مدارس بعدی ودانتا پذیرفته شد.

#### یوگا
معنی اصلی رسیدن به موکشا از طریق تمرین یوگا است (سانسکریت، پالی योग / ˈjəʊɡə / yoga) که اصطلاح عمومی است که برای رشته‌های جسمی، روحی و معنوی شناخته می‌شود و از هند باستان سرچشمه گرفته‌است. به‌طور مشخص، یوگا یکی از شش مکتب استیکا ("ارتدوکس") فلسفه هندو است. سنت‌های مختلف یوگا در آیین هندو، بودیسم، جینیسم و سیک وجود دارد.
گمانه زنی‌های پیش از فلسفه و شیوه‌های زاهدانه متنوع هزاره اول قبل از میلاد در یک یوگا سوترا از پاتنجالی در یک فلسفه رسمی در قرن‌های اولیه میلادی منظم شد. با شروع هزاره اول، یوگای هاتا به عنوان یک سنت برجسته یوگا متمایز از یوگای سوترا پاتانجالی ظهور کرد. در حالی که یوگا سوتراها بر نظم و انضباط ذهن تمرکز دارند، یوگای هاتا بر سلامتی و خلوص بدن متمرکز است.
راهبان هندو، با شروع سوامی ویوکاناندا در اواخر قرن نوزدهم یوگا را به غرب آوردند. در دهه ۱۹۸۰، یوگا به عنوان یک سیستم فیزیکی از تمرینات سلامتی در سراسر دنیای غرب محبوب شد. در بسیاری از مطالعات سعی شده‌است که اثر یوگا به عنوان یک مداخله مکمل برای بیماران سرطانی، اسکیزوفرنی، آسم و قلب تعیین شود. در یک نظرسنجی ملی، تمرین کنندگان طولانی مدت یوگا در ایالات متحده گزارش کردند که از نظر سلامت عضلانی، اسکلتی و روانی بهبود یافته‌اند.

## یادداشت
1. ↑  When referring to the Enlightenment of the Buddha (samma-sambodhi) and thus to the goal of the Buddhist path, the word enlightenment is normally translating the Pali and Sanskrit word bodhi
2. ↑  Tattvarthasutra [6.1][۹]